# كيث لانجفورد
كيث لانجفورد (بالإنجليزية: Keith Langford)‏ مواليد 15 سبتمبر 1983 في فورت وورث، هو لاعب كرة سلة أمريكي بدأ مسيرته الاحترافية في سنة 2005 ويحمل الرقم 5. يبلغ طوله 6 قدم 4 بوصة (1.9 م).

## فرق لعب لها
- سان أنطونيو سبرز
- خيمكي
- مكابي تل أبيب لكرة السلة

## روابط خارجية
- كيث لانجفورد على موقع الدوري الأوروبي لكرة السلة (الإنجليزية)
- كيث لانجفورد على موقع إن بي أي (الإنجليزية)
- كيث لانجفورد على موقع سبورتس رفرنس (الإنجليزية)
- كيث لانجفورد على موقع كرة السلة الأوروبية.كوم (الإنجليزية)
- كيث لانجفورد على موقع DraftExpress.com (الإنجليزية)
- كيث لانجفورد على موقع كلية كرة السلة في سبورتس رفرنس.كوم (الإنجليزية)
- كيث لانجفورد على موقع ريلجم (الإنجليزية)
- كيث لانجفورد على موقع بروبوليرز (الإنجليزية)
- كيث لانجفورد على موقع سبورتس رفرنس (الإنجليزية)
- كيث لانجفورد على موقع سبورتس رفرنس (الإنجليزية)